# IG 포트
주식회사 IG 포트(일본어: 株式会社IGポート 가부시키가이샤 아이지 포토[*], 영어: IG Port,Inc.)는 일본의 애니메이션 제작사인 프로덕션 I.G(Production I.G) 등을 산하로 하는 지주회사다.

## 역사
1990년 6월 5일에 '주식회사 잉'으로 설립. 2009년 9월 1일에 주식회사 프로덕션 I.G와 합병. 2007년 11월에 상호를 '주식회사 IG 포트'로 변경해 지주회사가 된다. 순수 지주회사이며 산하 자회사에서 애니메이션, 게임, 만화 사업을 전개하고 있다.
회사명의 유래는 설립멤버인 이사카와 미츠히사(당시 대표이사겸 주식회사 프로덕션 아이지 대표이사)와 고토 다카유키(주식회사 프로덕션 아이지 이사)의 이니셜 글자 "I"와 "G"를 붙여 "Production I.G"라는 이름이 되었다. 거기서 지주회사로 전환하면서 항구를 의미하는 'Port'를 붙여서 'IG Port'가 되었다. 지주회사이기 때문에 산하기업을 비즈니스의 배라고 하고 그 기업이 들어올 수 있는 항구라는 뜻이다.

## 자회사
- 프로덕션 I.G
- 맥 가든
- WIT STUDIO
- SIGNAL.MD

### 과거에 있었던 자회사
- XEBEC